# 瓦茨拉夫三世

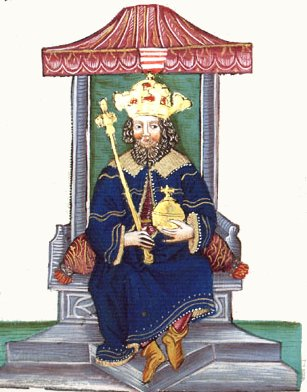
瓦茨拉夫三世

瓦茨拉夫三世（捷克語：Václav III.，羅馬化：Venceslav III，1289年10月6日—1306年8月4日）最後一位普熱米斯爾王朝的波希米亞國王（1305年-1306年在位）、匈牙利國王（稱文采爾，1301年-1305年在位）及波蘭國王（1301年-1306年在位）。瓦茨拉夫三世為最强大的捷克君主普熱米斯爾·奥托卡二世之孫、瓦茨拉夫二世之子。

## 匈牙利國王
1296年，身為王子的瓦茨拉夫與匈牙利國王安德烈三世的唯一兒女伊莉莎白定婚。
1301年，安德烈三世去世後，亦沒有男性後裔，統治匈牙利300餘年的阿爾帕德王朝絕嗣。瓦茨拉夫二世代表他的兒子以安德烈三世準女婿的身份接受王位，瓦茨拉夫三世於1301年8月27日由考洛喬-凱奇凱梅特主教在塞克什白堡加冕為匈牙利國王，稱「文采爾」。他只得到布達附近、布爾根蘭邦及斯洛伐克的貴族支持，其他地方的貴族大多支持以伊什特萬五世的外曾孫查理·羅貝爾為匈牙利國王。1303年，斯洛伐克貴族倒戈支持查理·羅貝爾，文采爾只好向父親求助，瓦茨拉夫二世由布拉格帶兵入侵布達，當瓦茨拉夫二世審時度勢後，他帶同文采爾及匈牙利王冠返回波希米亞，由大臣代理匈牙利事務。
1305年，瓦茨拉夫二世逝世，文采爾繼位成為波希米亞國王，稱瓦茨拉夫三世。他亦於此時決定放棄匈牙利王位，並與伊莉莎白解除婚約。1305年12月6日，他將王冠交給貝拉四世的外孫下巴伐利亞公爵貝拉五世。然而，貝拉五世的支持者比文采爾還要少。1308年，他被反叛的匈牙利貴族監禁，被迫讓位給查理·羅貝爾，後者遂成為匈牙利唯一的國王。

## 波蘭國王
1303年，父親瓦茨拉夫二世當選為混亂的波蘭王國的國王。他於1305年逝世時，將波蘭王位傳給瓦茨拉夫三世。瓦茨拉夫三世亦於與伊莉莎白解除婚約後，迎娶波蘭切申公爵梅什科一世的女兒為妻。兩人沒有兒女。正當瓦茨拉夫三世準備請求波蘭王位的權利時，瓦茨拉夫三世於1306年8月4日，在摩拉維亞的奧洛穆茨神秘地被刺殺，死後無嗣，普熱米斯爾王朝至此斷絕。